# مارتن رايندرز
مارتن رايندرز (بالهولندية: Martin Reynders)‏ هو لاعب كرة قدم هولندي في مركز الهجوم، ولد في 11 أبريل 1972 في زفوله في هولندا. لعب مع بي إي سي زفوله ودين بوستش ونادي فيندام وهكا.